# الآباء المؤسسون للاتحاد الأوروبي
الآباء المؤسسون للاتحاد الأوروبي (بالإنجليزية: The Founding Fathers of the European Union) (بالفرنسية: Pères fondateurs de l'Union européenne) (بالإيطالية: I padri fondatori dell'Unione Europea) هم سياسيون أوروبيون ارتبطت أسماؤهم بإسهامات جليلة في سبيل تعزيز الوحدة الأوروبية وإنشاء ما يُعرف اليوم بالاتحاد الأوروبي. يتم التأكيد أحيانًا على ثلاثة من رواد التوحيد: كونراد أديناور من ألمانيا، ألتشيدي دي غاسبيري من إيطاليا وروبير شومان من فرنسا.

## آباء أوروبا المؤسسون
يعد الاتحاد الأوروبي الأشخاص الآتية أسماؤهم آباء مؤسسين للاتحاد:
| الصورة | الاسم              | الدولة          | وصف |
| ------ | ------------------ | --------------- | --- |
|        | كونراد أديناور     | ألمانيا الغربية | حاول أديناور، المستشار الأول لألمانيا الغربية، استعادة العلاقات مع فرنسا خلال فترة ولايته بين عامي 1949 و 1963. وكان له دور فعال في التوصل إلى اتفاقية الإليزيه عام 1963 بين البلدين. |
|        | جوزيف بيخ          | لوكسمبورغ       | كرئيس لوزراء لوكسمبورغ ، شارك بيخ بنشاط في إنشاء الاتحاد الجمركي للبنلوكس ولاحقًا الجماعة الأوروبية للفحم والصلب. كما لعب دوراً مهماً في التحضير مؤتمر ميسينا لعام 1955 الذي مهد الطريق لإنشاء الجماعة الاقتصادية الأوروبية في عام 1958.                                                                       |
|        | يوهان بين          | هولندا          | وزير الخارجية الهولندي وأحد المهندسين الرئيسيين للسوق المشتركة بعد عام 1955. |
|        | ونستون تشرشل       | المملكة المتحدة | دعا رئيس الوزراء البريطاني أثناء الحرب العالمية الثانية إلى قيام "الولايات المتحدة الأوروبية"، منظمة ديمقراطياً ، لمنع الحروب المستقبلية في أوروبا مما دفع إلى إنشاء مجلس أوروبا. |
|        | ألتشيدي دي غاسبيري | إيطاليا         | رئيس وزراء إيطالي ووسيط ماهر، شارك في إنشاء مجلس أوروبا وفي خلق التقارب مع الدول الأوروبية الأخرى. |
|        | والتر هالشتاين     | ألمانيا الغربية | أكاديمي ودبلوماسي ألماني شغل منصب أول رئيس للمفوضية الأوروبية في الجماعة الاقتصادية الأوروبية ولعب دورًا بارزًا في إنشاء السوق المشتركة. |
|        | سيكو مانشولت       | هولندا          | كان مزارعاً وعضواً في المقاومة الهولندية خلال الحرب العالمية الثانية حيث شهد المجاعة الهولندية عام 1944، شكلت أفكار مانشولت حول الحاجة إلى الاكتفاء الذاتي الأوروبي من الغذاء أساس السياسة الزراعية المشتركة.                                                                                                 |
|        | جان موني           | فرنسا           | كمستشار سياسي واقتصادي، ساعد مونيه في صياغة إعلان شومان لعام 1950، وهو علامة بارزة للتقارب الفرنسي الألماني بعد الحرب العالمية الثانية وإنشاء الجماعة الأوروبية للفحم والصلب، وعزز التعاون الصناعي الدولي.                                                                                                  |
|        | روبير شومان        | فرنسا           | كوزير للخارجية الفرنسية بين عامي 1948 و 1952، كان شومان مسؤولاً عن إعلان شومان لعام 1950 (جنبًا إلى جنب مع جان موني) الذي وافق على وضع إنتاج فرنسا وألمانيا من الفحم والصلب تحت سلطة دولية واحدة، وهي خطوة رئيسية نحو الجماعة الأوروبية للفحم والصلب. عند تقاعده، منحه البرلمان الأوروبي لقب أب أوروبا.       |
|        | بول هنري سباك      | بلجيكا          | شارك في مفاوضات الاتحاد الجمركي للبنلوكس في عام 1944 كرئيس وزراء بلجيكا، وعُين لاحقًا في مناصب قيادية في الأمم المتحدة وحلف شمال الأطلسي ومجلس أوروبا والجماعة الأوروبية للفحم والصلب في الخمسينيات والستينيات. لعب دوراً مهماً في إنشاء معاهدة روما لعام 1957 التي أدت إلى تأسيس الجماعة الاقتصادية الأوروبية. |
|        | ألتييرو سبينيلي    | إيطاليا         | كان سبينيلي سياسياً يسارياً تقدمياً وفيدرالياً مقتنعاً، وقد شارك في المقاومة الإيطالية خلال الحرب العالمية الثانية وكان له دور فعال في بيان فنتوتين عام 1941. ظل فيدرالياً مؤثراً كما وضع خطة سبينيلي لعام 1984، التي كانت البداية للوصول إلى معاهدة ماستريخت وتأسيس الاتحاد الأوروبي.                             |